# Fifi (Better Call Saul)
«Fifi» es el octavo episodio de la segunda temporada de la serie de televisión estadounidense de AMC Better Call Saul, la serie derivada de Breaking Bad. El episodio, escrito por Thomas Schnauz y dirigido por Larysa Kondracki, se emitió el 4 de abril de 2016 en AMC en Estados Unidos. Fuera de Estados Unidos, se estrenó en el servicio de streaming Netflix en varios países.

## Trama
Jimmy acepta la oferta de Kim de establecer bufetes separados pero compartir espacio de oficina, y Kim anuncia a Howard su renuncia a HHM. Howard acepta la renuncia de Kim, le desea lo mejor y ambos se dan la mano. Inmediatamente después de que Kim sale de la oficina de Howard, él y ella corren para asegurar la cuenta de Mesa Verde. Kim se reúne con Kevin y Paige, el presidente y la gerente legal de Mesa Verde, y acuerdan convertirse en clientes de su bufete en solitario. Kim y Jimmy establecen sus bufetes en un consultorio de dentistas reutilizado. Howard informa la renuncia de Kim y la pérdida de Mesa Verde a Chuck, que desafía sus síntomas de hipersensibilidad electromagnética para reunirse con Kevin y Paige en HHM y condena a Kim con un elogio leve, lo que hace que Kevin se retire de su acuerdo con Kim y continúe como cliente de HHM. Chuck no puede continuar suprimiendo sus síntomas de la hipersensibilidad electromagnética, y se derrumba tan pronto como termina la reunión.
Jimmy finge que Fudge, un anciano que es un delincuente sexual registrado, es un veterano de la Segunda Guerra Mundial para que su equipo de camarógrafos pueda acceder a una base de la Fuerza Aérea de los Estados Unidos. Una vez dentro de las puertas, usan una FIFI, una Boeing B-29 Superfortress de la Segunda Guerra Mundial, como telón de fondo para un anuncio de televisión para atraer a nuevos clientes de cuidado de ancianos al bufete de Jimmy. Molesta por perder a Mesa Verde como cliente, Kim tiene dudas sobre su futuro con Jimmy, pero él le asegura que habrá otras oportunidades para ganar grandes clientes.
Jimmy escucha que la condición de Chuck ha empeorado debido a su tiempo en las oficinas de HHM y lo visita en su casa. Mientras Chuck está dormido, Jimmy accede a los archivos de Mesa Verde y falsifica la información de la dirección de «1261 Rosella Drive» a «1216 Rosella Drive» en los documentos de la solicitud para una sucursal que pronto abrirá. Mike continúa mirando el restaurante de Héctor y sigue sus movimientos hasta un garaje remoto. Después de regresar a casa, comienza a armar una tira de espigas casera.

## Escena de apertura
La primera escena de este episodio es notable por ser «una toma» sin interrupciones de 4 minutos y 22 segundos. La toma se inspiró en la famosa escena de apertura de Touch of Evil de Orson Welles, y utilizó técnicas que incluyen elementos digitales en 3D y animación, pinturas mate y un rotoscopio extenso. El episodio fue nominado para un Premio Primetime Emmy a los «Mejores Efectos Visuales en un papel secundario» por el trabajo realizado.

## Recepción

### Audiencias
Al emitirse, el episodio recibió 1,93 millones de espectadores en Estados Unidos, y una audiencia de 0,8 millones entre adultos de 18 a 49 años.

### Recepción crítica
El episodio recibió reseñas muy positivas de los críticos. Tiene una calificación 100% positiva con un puntaje promedio de 8,2 de 10 en el sitio de agregación de reseñas Rotten Tomatoes. El consenso de los críticos dice: «Emocionantemente premonitorio y bellamente filmado, «Fifi» dibuja empatía por varios personajes clave, incluso aquellos que normalmente no gustan».
Terri Schwartz de IGN le dio al episodio una calificación de 8,7, escribiendo «Un sabotaje de un sabotaje mientras Jimmy y Kim intentan establecer una nueva práctica legal».